# علم الوراثة الغذائية
علم الوراثة الغذائية يهدف إلى تحديد كيف يؤثر التنوع الجيني على الاستجابة العناصر المغذية. يمكن تطبيق هذه المعلومات لتحسين الصحة والوقاية من الأمراض أو معالجتها كذلك. يتمثل الهدف الاساسي للمواد الغذائية في تقديم التغذية الشخصية للأشخاص استنادًا إلى بنيتهم الوراثية.

## الأساس العلمي
بسبب الطفرات الطبيعية تحدث اختلاف البشر في الحمض النووي، والذي يسمى الاختلاف أو تعدد الأشكال من الحمض النووي. النوع الأأكثر انتشارًا في الحمض هو SNPs (تعدد أشكال النوكليوتيدات المفردة). قد تؤثر SNPs على الطريقة التي يمتص بها الأفراد أو ينقلون أو يخزنون أو يستقلون المغذيات. وقد يحدد هذا المتطلبات الخاصة بالعناصر الغذائية المختلفة ويشكل هذا الافتراض الأساس لعلوم المورثات. وعلاوة على ذلك ، فإن إمكانات التمثيل الغذائي المختلفة لجسم الإنسان يمكن أن تنطوي على ميزة من حيث االاصطفاء الطبيعي.
```
لهذا السبب، على سبيل المثال، القدرة على هضم 
لاكتوز
، السكر الرئيسي في اللبن، أيضا في مرحلة البلوغ انتشرت في السكان الذين يربون الماشية.
[
4
]
```